# Fabian Wrede (Feldmarschall)
Fabian Wrede der Jüngere, seit 1809 Graf, (* 24. November 1760 in Kungslena; † 16. Januar 1824 in Stockholm) war ein schwedischer Staatsmann und Feldmarschall.

## Leben

### Herkunft und Familie
Fabian war Angehöriger des schwedischen Adelsgeschlechts der Freiherren (schwedisch friherre) Wrede. Seine Eltern waren der schwedische General Freiherr Fabian Casimir Wrede (1724–1795) und Catharina Charlotta, geborene Freiin Fleming af Liebelitz (1739–1764). Fabian vermählte sich 1780 mit Gräfin Marie Stanislas Josefine Sparre (1764–1824), Tochter des Maréchal de camp Graf Louis Ernest Joseph Sparre. Diese Ehe wurde 1796 geschieden. Seine zweite Ehefrau wurde 1798 Agata Bremer (1774–1810). Aus beiden Ehen sind insgesamt sechs Kinder hervorgegangen. Darunter die schwedischen Generale Graf Fabian Ernst Wrede (1782–1833) und Freiherr Fabian Jakob Wrede (1802–1893).
Er wurde 1809 mit Primogenitur in den schwedischen Grafenstand erhoben ohne bei der Grafenklasse der schwedischen Ritterschaft introduziert worden zu sein. Die von ihm gestiftete Linie erlosch mit seinen Enkeln. Letzter Graf Wrede dieser Linie war sein Enkel, der schwedische Minister und Diplomat Louis Wrede (1816–1901).

### Werdegang
Wrede begann seine Laufbahn im schwedischen Heer 1770 als Rüstmeister bei der Livgarde. 1772 avancierte er zum Quartiermeister im Leibregiment zu Pferde, wo er 1775 weiter aufstieg zum Kornett sowie 1777 zum Leutnant. Er wechselte 1778 zum Royal Suédois  in den französischen Dienst zu treten, zuerst mit dem Regiment „Royal Suédois“ und damit in französische Dienste, wo er bis 1780 blieb.
Zurück in schwedischen Diensten, fand er zunächst unter Graf Gustaf Philip Creutz in der schwedischen Botschaft in Paris eine Anstellung. Bereits 1781 wurde er Kammerherr bei Königin Sofia Magdalena, schließlich 1782 Adjutant des Königs und Majors in der Armee. 1784 wechselte er als Oberstleutnant zum Uppland-Regiment. Er wurde 1786 einer von sechs oberen Kammerjunkern des Königs und stieg 1788 zum Oberst und Kommandeur seines Regiments auf. Mit seiner Bestellung zum Generaladjutant des Königs 1789 wurde er auch Ritter des Schwertordens. 1790 wurde er Zeremonienmeister aller königlichen Orden einschließlich des Nordstern-Ordens. 1791 erhielt er als Chef das Nyland-Regiments mit einer zugehörigen Brigade von Jägern und Dragonern. Es folgte 1795 die Beförderung zum Generalmajor und der Wechsel als Chef zum Björneborg-Regiment mit dessen leichten Bataillon sowie die Verleihung des Seraphinenorden 1796. Wrede wurde dann 1798 Chef des Leibjägerregiments und 1802 Generalinspektor der schwedischen Infanterie. Er wurde 1805 zum Generalleutnant befördert, nahm am Vierten Koalitionskrieg in Pommern und am Russisch-Schwedischen Krieg teil und stieg 1809 zum General der Infanterie auf.
Während seines Aufenthalts in Paris 1810, sondierte er die Aussichten Jean Baptiste Bernadottes auf den schwedischen Thron und war seitdem ein stetiger Unterstützer des Prätendenten. 1811 wurde er Kanzler der Kriegsakademie in Karlberg trat in den Staatsrat ein und wurde „einer der Herren des Königreichs“ (schwedisch En av rikets herrar). Nachdem er das Kabinett verlassen hatte, wurde er 1812 Oberkommerjunker. Im selben Jahr dimittierte er auch als Kanzler und nahm 1813 seinen Abschied vom Leibjägerregiment. Er beschloss seine Tour 1816 als Feldmarschall.

## Werke
- Om fält-tjänsten, Linköping 1804
- Bilagan no. 2. Underdånigste rapport, Stralsund 1807
- Dictamen till protokollet, i höglofl. ridderskapets och adelns plenum den 4 december 1809, af friherre Fabian Wrede, Stockholm 1810
- Ur fältmarskalken Fabian Wredes papper : historisk publikation, Lund 1894
- Svenska memoarer och bref. 10, Ur Clas Flemings papper : bref från Fleming, Reuterholm, Fabian Wrede, Leopold och J. H. Schröder, Stockholm 1906 (Hrsg.: Henrik Schück)